# Forum d'Avignon
Le Forum d’Avignon est un think tank créé en 2007 traitant de sujets en lien avec la culture.

## Présentation
Cette association à but non lucratif a plusieurs missions : 
- Organiser annuellement les Rencontres Internationales entre les acteurs de la culture, de l’économie, des médias et du numérique.
- Proposer des pistes de réflexion au niveau international, européen et local
- Mettre en lumière des projets, des idées et des réalisations originaires de tous les continents.

Le Forum d’Avignon publie chaque année des études élaborées par le think tank et des cabinets de conseil internationaux, mettant en avant les liens entre la culture et l’économie, autour des thèmes proposés par son conseil d’orientation. Tout au long de l’année, ces thèmes font l’objet d’un travail de réflexion et de proposition organisé par le Forum d’Avignon avec des experts, des cabinets de conseil internationaux et ses partenaires publics et privés.
S’appuyant sur un réseau mondial d’universitaires, de créateurs, d’entrepreneurs,
d’experts, de cabinets de conseil internationaux et de plus de trente partenaires publics et privés, le think tank analyse des projets et
réalisations originales de tous les continents et élabore des propositions
concrètes dans trois domaines de réflexions : financement et modèles économiques, numérique et innovation, attractivité des territoires et cohésion sociale. 
Les Rencontres internationales sont devenues, en sept ans, un moment privilégié pour faire écho aux travaux menés par le think tank tout au long de l’année et porter des propositions ambitieuses auprès des décideurs culturels du monde entier.  
Dans le cadre du programme Culture de l’Union Européenne, le réseau Catalyse a vu le jour afin de valoriser l’apport de la culture et des industries créatives et ce qu’elles « catalysent » pour le futur des territoires européens, notamment sous la forme de rencontres internationales : 
Le Forum d’Avignon Ruhr est organisé depuis 2012 par European Center for Creative Economy (ecce) à Essen. Le thème de l’édition 2014 est « Europe 2020 : La culture est la clé ».
Le Forum d’Avignon Bilbao a  été créé en 2013 par l’association Bilbao Metropoli-30. Sa première édition eut lieu en mars 2014 sur le thème «  La ville comme écosystème culturel ».
- le financement et les modèles économiques ;
- le numérique et l’innovation ;
- l’attractivité des territoires.

Les thèmes des précédentes éditions des Rencontres Internationales du Forum d'Avignon :
- 2008 « La culture, facteur de croissance »
- 2009 « Les stratégies culturelles pour un nouveau monde »[3]
- 2010 « Nouveaux accès, nouveaux usages à l’ère numérique : la culture pour chacun ? »
- 2011 « Investir la culture »
- 2012 « Les raisons d’espérer : imaginer, transmettre »
- 2013 « Les pouvoirs de la culture »[4]
- 2014 « Réformer par la culture »[5] avec un focus sur le rôle des données personnelles.

À l’issue du Forum d’Avignon @Paris le 19 septembre 2014 au CESE, premier Forum culturel 100% data, une Déclaration préliminaire des droits de l’homme numérique a été mise en ligne sur le site www.ddhn.org en six langues (français, anglais, mandarin, cantonais, arabe, espagnol), avec plus de 180 signataires début octobre 2014. En parallèle des débats s’est tenu le premier village des données culturelles avec la présentation de trente innovations culturelles.
En 2016, Bordeaux accueillera les Rencontres internationales du Forum d'Avignon, les 31 mars et 1er avril.

## Organisation
Le Forum d’Avignon a pour objectif d’approfondir les liens entre les mondes de la culture et de l’économie en proposant des pistes de réflexion au niveau international, européen et local.
Créé après la ratification de la Convention de l’UNESCO sur la diversité culturelle et soutenu dès l’origine par le Ministère de la Culture et de la Communication, le Forum d’Avignon organise chaque année, avec ses partenaires, des Rencontres Internationales qui sont l’occasion de débats inédits entre les acteurs du monde de la culture, des industries créative, du monde économique, des médias et du numérique. Pour chaque édition, le Forum d’Avignon publie des études internationales inédites mettant en avant les liens essentiels entre la culture et l’économie, autour des thèmes proposés par son conseil d’orientation.
Le Forum d’Avignon est aussi partenaire d’événements comme Le Forum de Chaillot (4&5 avril 2014), Les Journées du Havre avec le Nouvel Observateur (13 juin 2014), Le Festival d’Avignon avec Les ateliers de la Cité (les 11&12 juillet 2014)

### Le Think tank

#### Groupes de travail
Des groupes de travail, composés de cabinets de conseil en stratégie, de membres d'un réseau d'experts, des partenaires ainsi que des membres des conseils d'administration et d'orientation, élaborent les études et préparent les débats sur la dimension économique de la culture, mais aussi sur son rôle de cohésion sociale et dans la création d'emplois. L'ensemble des publications du Forum d'Avignon est disponible gratuitement, en français et anglais, sur le site internet du Forum autour des trois champs de réflexion : 
- Financements et modèles économiques
- Numérique et l’innovation
- Attractivité et développement des territoires.

Le Forum d’Avignon publie chaque année ces études exclusives ainsi que les Actes des Rencontres Internationales aux éditions Gallimard.

#### Culture is future
Culture is future, le site internet du Forum d'Avignon, propose: 
- un accès gratuit aux dossiers thématiques, aux analyses par pays, et à toutes les publications – études et propositions – du think tank.
- des articles d’experts[7] et une revue du web internationale[8] en continu.
- la diffusion des débats en streaming et en direct, grâce à un partenariat avec Dailymotion depuis 2012, ainsi que 300 vidéos des interviews[9].

### Les Rencontres Internationales

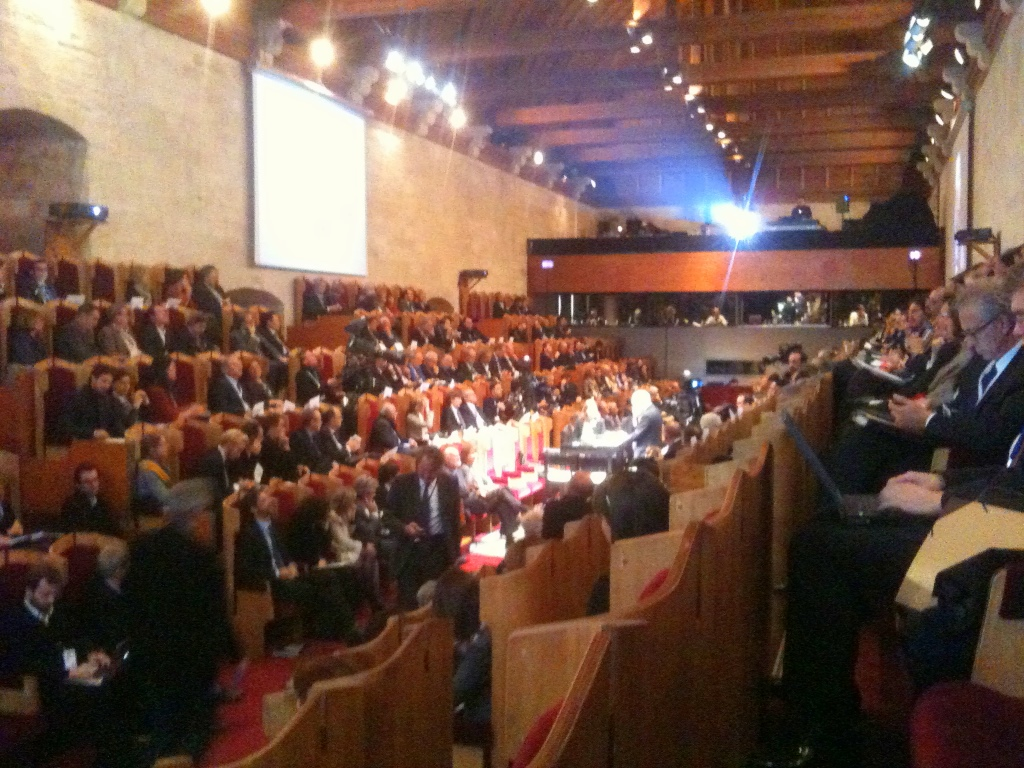
Forum d'Avignon, salle du conclave du palais des papes, réunion du 18 novembre 2011

Les Rencontres Internationales de la culture, l'économie et les médias sont un événement organisé par le Forum d'Avignon qui a lieu tous les ans dans la ville d'Avignon au mois de novembre depuis 2008. Chaque année, les Rencontres Internationales réunissent des personnalités des mondes de la culture, de l'économie, des médias, des universités et des institutions pour échanger et amener une série de propositions fortes sur les plans local, européen et mondial. L'événement se déroule au Palais des Papes et à l'Université d'Avignon.
À cette occasion, le Forum d’Avignon offre chaque année un concert gratuit sur la scène de l’Opéra Grand Avignon pour tous les Avignonnais. Se sont déjà produits :  Eric Serra et son groupe (2011), le DJ Etienne de Crécy (2012), Nouvelle Vague (2013)

## Gouvernance
L’organisation est dirigée par un Conseil d’administration, composé d’un Président, de deux vice-Présidents, d’un trésorier, d’un secrétaire et de onze administrateurs. Chaque année, les thématiques abordées sont choisies conjointement avec le Conseil scientifique, présidé par Christian de Boissieu puis David Throsby.
Le Forum d'Avignon est dirigé par Laure Kaltenbach, membre fondateur et directrice générale du laboratoire d'idées, des rencontres internationales et des publications Culture Is Future.
Le Forum d’Avignon est soutenu financièrement par des partenaires et mécènes publics (Ministère de la culture et de la communication, CNL, CNC, ...) et privés (groupes de médias et de communication, banques, transporteurs, …).

### Partenaires du Forum d'Avignon
- Ministère de la Culture et de la Communication
- Conseil économique, social et environnemental
- Centre national du livre
- CNC
- Ile-de-France

- Neuflize OBC
- BNP Paribas
- Dassault Systèmes
- Orange

 Partenaires d'études 
- Ernst & Young
- L'Atelier BNP Paribas
- Bain & Company
- Kurt Salmon

 Membres 
- Artcurial
- Google
- Microsoft
- Société des auteurs, compositeurs et éditeurs de musique
- SCAM
- fifty-five

### Membres du Conseil d'Administration
- Nicolas Seydoux, président du directoire de Gaumont et président d'honneur du Conseil d'administration du Forum d'Avignon[10] ;
- Hervé Digne, président du Forum d'Avignon et président fondateur de Postmedia Finances[11] ;
- Axel Ganz[12], vice-président du Forum d’Avignon et éditeur-gérant de AG Communication;
- Alain Sussfeld, vice-président du Forum d'Avignon et directeur général UGC France
- Emmanuel Hoog, trésorier du Forum d’Avignon, président de l'Agence France-Presse ;
- Christine Albanel, ancien ministre de la Culture et de la Communication, directrice exécutive chargée de la communication, du mécénat et de la stratégie dans les contenus de France Télécom, Orange
- Jean-Jacques Annaud, réalisateur ;
- Patricia Barbizet, directeur général d'Artémis ;
- Laurent Benzoni, professeur des Universités ;
- Emmanuel Chain, Producteur et Président, Elephant & Cie ;
- Renaud Donnedieu de Vabres, ancien ministre de la Culture et de la Communication ;
- Olivier Dulac, responsable des relations extérieures du Groupe BNP Paribas, Président de l'Atelier BNP Paribas
- Isabelle Giordano, directrice générale, UniFrance Films ;
- Alain Kouck, président directeur général, Editis Holding ;
- Pierre Lescure, directeur général du Théâtre Marigny ;
- Véronique Morali, présidente de Fimalac Développement, créatrice du site web Terrafemina ;
- Catherine Morin-Desailly, présidente de la commission de la Culture, de l'Éducation et de la Communication du Sénat ;
- Marc Mossé, directeur des affaires publiques et juridiques, Microsoft France ;
- Pascal Rogard, directeur général, SACD ;
- Jean-Noël Tronc, directeur général, Sacem ;
- Laurent Vallet, président de l'INA ;

### Membres du Conseil Scientifique
- David Throsby, professeur, Macquarie University et Président du Conseil Scientifique du Forum d’Avignon
- Christian de Boissieu, Économiste[13]
- Arjun Appadurai, Anthropologue de la mondialisation, professeur ;
- Elie Barnavi, Historien et directeur scientifique du Musée de l’Europe;
- Françoise Benhamou, Economiste, professeur à Paris-XIII, membre du Collège de l’ARCEP
- Elie Cohen, Directeur de recherche au CNRS ;
- Emmanuel Ethis, Président de l’université d'Avignon et des Pays de Vaucluse, Vice-président du Haut conseil de l'éducation artistique et culturelle, recteur de l’académie de Nice, chancelier des universités
- Bernd Fesel, Senior Advisor ECCE, organisateur du Forum d’Avignon Ruhr (Allemagne), Président de European Creative Business Network (Rotterdam).
- Amit Khanna (en), PDG de Reliance Entertainment ;
- Thomas Paris, Chargé de recherches au CNRS, professeur affilié à HEC Paris et chargé de cours à l'École polytechnique ;
- Pierre Sellal, Ambassadeur en qualité de Représentant permanent auprès de l’Union Européenne
- Celestino Spada, président de l'association Economia della cultura ;
- Ezra Suleiman, Professeur de Sciences politiques, Princeton University ;
- Kjetil Tredal Thorsen, architecte, Snøhetta AS. ;

Le management opérationnel du Forum est assuré par Laure Kaltenbach, directrice générale. Olivier Le Guay est responsable éditorial.

## Personnalités
Parmi les personnalités connues participant ou ayant participé au Forum d’Avignon entre 2008 et 2014, se trouvent notamment :
Décideurs publics
- Son altesse l’Aga Khan [15];
- Irina Bokova, directrice générale [16], Unesco(Bulgarie);
- Abdou Diouf, secrétaire général, Organisation Internationale de la Francophonie [17] (Sénégal);
- Anwar Abu Eisheh, Ministre de la Culture (Autorité Palestinienne);
- Victoria Espinel, coordinatrice, Propriété Intellectuelle, White House (États-Unis) ;
- Aurélie Filippetti, Ancienne ministre de la Culture et de la Communication (France);
- Dan Glickman, président, Motion Picture Association of America (MPAA) (États-Unis) ;
- Uros Grilc, Ministre de la culture (Slovénie)
- Francis Gurry, directeur général, Organisation Mondiale de la Propriété Intellectuelle (Australie) ;
- Emmanuel Hoog, président directeur général de l'AFP;
- Carlo Ratti, Directeur et associé du MIT Senseable City Lab (Italie) ;
- Neelie Kroes, vice-présidente chargée de la stratégie numérique, Commission Européenne;
- Bernard Landry, ancien Premier Ministre (Québec) ;
- Limor Livnat, ministre de la Culture et des Sports (Israël);
- Abdoul Aziz Mbaye, Ministre de la Culture (Sénégal);
- Frédéric Mitterrand, ancien ministre de la Culture et de la Communication (France)
- Nicolas Sarkozy, ancien Président de la République[18] (France);
- Andrea Vassiliou, Commissaire européenne à l’éducation, à la culture, au plurilinguisme, au sport, aux médias et à la jeunesse;

- Klaus Wowereit, Maire de Berlin (Allemagne);
- Jean-Paul Delevoye, Président du Conseil Économique, Social et Environnemental (France);

Artistes
- Paul Andreu, architecte (France);
- Heston Blumenthal, chef
- Christo, artiste (Bulgarie, États-Unis) ;
- Liza Donnelly, Dessinatrice, New-Yorker (États-Unis);
- Barbara Hendricks, soprano (Suède) ;
- Pierre Hermé, chef (France);
- Jean-Michel Jarre, auteur compositeur (France) ;
- Jul, dessinateur (France) ;
- Bertrand Lavier, artiste (France) ;
- Radu Mihaileanu, réalisateur (France) ;
- Jean Nouvel, architecte (France) ;
- Michelangelo Pistoletto, artiste (Italie);
- Plantu, dessinateur (France) ;
- Marjane Satrapi, écrivain et réalisateur (Iran / France) ;
- Eric Serra, musicien (France) ;
- Volker Schlondorff, réalisateur (Allemagne) ;
- Philippe Starck, designer (France) ;
- Itay Talgam, chef d’orchestre (Israël).

Dirigeants d’entreprises
- Christine Albanel, ancienne ministre de la culture et de la communication, directrice exécutive chargée de la communication, du mécénat et de la stratégie dans les contenus [19] (France) ;
- Philippe Dauman, président, Viacom(États-Unis);
- Emmanuel Pottier, Directeur général délégué de Clear Channel France (France);
- Fedele Confalonieri, président, Mediaset (Italie) ;
- Rick Cotton, Vice-président, NBC Universal (États-Unis);
- Axel Dauchez, Ancien Président-directeur général, Deezer (France);
- Marc Mossé, Directeur des Affaires Juridiques et Publiques de Microsoft France (France);
- David Drummond, vice-président, Google (États-Unis) ;
- Antoine Gallimard, président, Éditions Gallimard (France) ;
- Joi Ito, président, Creative Commons (Japon) ;
- Badr Jafar, Directeur général, Crescent Enterprises (Émirats arabes unis);
- Amit Khanna, président, Reliance Entertainment (Inde) ;
- Pierre Lescure, Directeur, Théâtre Marigny, journaliste (France);
- Jean-Bernard Lévy, ancien président  du directoire, Vivendi, président  de Activision Blizzard (France) ;
- Maurice Lévy, président directeur général, Publicis Group (France) ;
- Mats Carduner, cofondateur et président de fifty-five (France);
- Hartmut Ostrowski, ancien président, Bertelsmann (Allemagne) ;
- Kalli Purie, directrice, India Today Group (Inde) ;
- Stéphane Richard, président-directeur général, Orange (France) ;
- Patrick Zelnik, président, Naïve (France);
- Pierre Bellanger, Fondateur et PDG de Skyrock (France) ;
- Simone Halberstadt Harari, Présidente du groupe Effervescence Productions (France) ;
- Stéphane Distinguin, Président de Cap Digital (France), ...

Universitaires, philosophes et économistes
- Arjun Appadurai, anthropologue de la mondialisation, New York University (Inde);
- Jacques Attali, économiste (France) ;
- Elie Barnavi, Historien et directeur scientifique du musée de l’Europe (Israël);
- Françoise Benhamou, économiste (France) ;
- Élie Cohen, économiste ;
- Robert Darnton, professeur et directeur de la bibliothèque d’Harvard (États-Unis) ;
- Régis Debray, Philosophe (France);
- Lawrence Lessig, professeur, Université d’Harvard, fondateur des Creative Commons (États-Unis) ;
- Richard David Precht, philosophe (Allemagne);
- Allen J. Scott, professeur de géographie à UCLA (États-Unis);
- Ezra Suleiman, professeur de sciences politiques – Princeton (États-Unis – Irak), ...

## Publications
Mises à part les publications de Culture is future, tout au long de l'année, le Forum d'Avignon publie des articles sur la presse en relation avec ses recherches et ses convictions. Il publie aussi, en version papier, des études internationales, les actes des Rencontres Internationales et une enquête annuelle auprès des personnalités de la culture, de l'économie et des médias.

### Les études internationales[22]

#### Culture, financements et modèles économiques
- Les nouvelles prescriptions : de l’abondance à la découverte (Bain & Co – 2013)
- Créateurs, producteurs, distributeurs, consommateurs, pouvoirs publics… qui détient le pouvoir ? (Kurt Salmon – 2013)
- Sept ans de réflexion – Imagination et transmission, créatrices de valeur(s) ? (Bain & Co – 2012);

- La Fabrique de l’innovation dans les industries culturelles et créatives (Kurt Salmon – 2012);
- Maîtriser le temps - Orchestrer la relation entre le temps et la valeur dans l'industrie des médias et du divertissement[23] (Ernst & Young - 2012);
- La fiscalité au service de la culture : Comparatif international des politiques fiscales dans le domaine de la culture. (Ernst & Young - 2009 ; mises à jour 2010 et 2011);
- L’impact des dépenses culturelles [24](Tera Consultants - 2011);
- Les écrits à l'heure numérique (Bain & Co - 2010);
- Monétiser les médias numériques - Créer de la valeur que les consommateurs sont prêts à payer (Ernst & Young - 2010);
- Culture, imagination, innovation : moteurs de création de valeur(s) ? (Bain &Cie 2012);

#### Culture, numérique et innovation
- Smart city : comment le partage de données contribue-t-il à mieux vivre notre quotidien urbain ? ( Atelier BNP ParisBas - 2014)
- L’ouverture des données culturelles, facteur de croissance ? ( Ernst & Young - 2014);
- Entreprise, quand la culture de la donnée devient un avantage concurrentiel (Ernst & Young - 2014);
- Instantanéité, hyper choix, innovation : La culture se consomme-t-elle autrement ?  (Kurt Salmon - 2014)
- Comportements culturels et données personnelles au cœur du Big Data – Entre la nécessaire protection et une exploitation au service des nouveaux équilibres économiques (EY – 2013)
- Big Data : Big Culture ? Le pouvoir grandissant de la data et ses perspectives pour l’économie de la culture (L’Atelier-BNP Paribas – 2013)
- Sept ans: l'âge de raison ? Les raisons d’espérer à l'ère du numérique[25] (Bain & Co.-2012)
- La fabrique de l'innovation- Management et création, perspectives pour la croissance économique (Kurt Salmon - 2012)[26]
- Référencer les œuvres sur Internet, prescrire la culture (Atelier BNP Paribas - 2011)
- Terminaux et services connectés : l’expérience culturelle réinventée ? – (Bain & Co - 2011)
- La propriété intellectuelle à l’heure du numérique[27] (Ernst & Young PI - 2011)
- Impact des technologies numériques sur le monde de la culture (L’Atelier BNP Paribas - 2010)
- Après la crise : un nouveau modèle d’innovation pour l’économie de la création ? Bain & Company - 2009)

#### Culture et attractivité des territoires
- Culture, territoires et pouvoirs – l’esprit d’Atlas (Louvre Alliance – 2013)
- Culture: les raisons d'espérer. Création et créateurs (Louvre Alliance - 2012) [28]
- Entreprendre et Investir dans la culture : de l’intuition à la décision (Kurt Salmon - 2011)
- Creativity, Culture and the City : a question of interconnexion (Charles Landry - 2011)
- Deuxième édition du baromètre sur l’attractivité culturelle des territoires - Culture et performance économique : quelles stratégies pour l’emploi et le développement des territoires ?  (Ineum Consulting/Kurt Salmon - 2010)
- Baromètre 2009 - La culture, enjeu économique ou symbolique pour l’attractivité des territoires ? (Ineum Consulting/ Kurt Salmon - 2009)

### Les enquêtes du Forum d’Avignon
- La parole aux artistes sur la propriété intellectuelle
- Les raisons d’espérer grâce à la culture, 2012

### Les Actes
- Les Actes 2009 « les stratégies culturelles pour un nouveau monde » (Éditions Gallimard, avec dessins de Plantu)
- Les Actes 2010 « Nouveaux usages, nouveaux accès à l’ère numérique : la culture pour chacun ? » (Éditions Gallimard, avec dessins de Plantu)
- Les Actes 2011 « Investir la culture » (Éditions Gallimard, avec dessins de Jul)
- Les Actes 2012 « Les raisons d'espérer » (Éditions Gallimard avec dessins de Cartooning for Peace)
- Les Actes 2013 – « Les pouvoirs de la culture » (Éditions Gallimard avec dessins de Cartooning for Peace)

## Présence Internationale

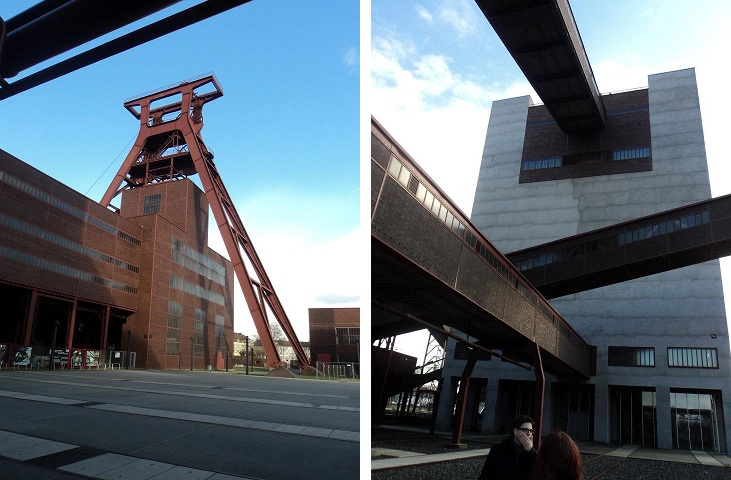
Forum d'Avignon Ruhr, lors de sa réunion du 20 juin 2012

Le Forum d’Avignon à l’international :
- Forum d’Avignon Ruhr[29]
- Forum d'Avignon Bilbao

Les partenariats universitaires du Forum d’Avignon :
- EJCM,
- École Polytechnique,
- ESC Dijon,
- ESSEC,
- Freie Universität de Berlin,
- HEC,
- Sciences Po Paris,
- KaosPilots[30],
- Politecnico Milano,
- Université la Sorbonne,
- Université d’Avignon,
- Université de Bologne

## Articles de Presse
(novembre 2018).
- ARTE au Forum d’Avignon@Paris : les interviews de Fleur Pellerin, N.Seydoux, JP Delevoye LIRE
- TV5 Monde au Forum d’Avignon@Paris : les données numériques, nouvel enjeu culturel  LIRE
- « 100 premiers signataires de la déclaration préliminaire des droits de l’homme numérique », Le Figaro, LIRE
- « Big Data Brother: notre temps est désormais compté et "donné" » Laure Kaltenbach et Olivier Le Guay, Huffington Post, 19 septembre 2014 LIRE
- « Recherche éthique de la donnée, désespérément » Laure Kaltenbach et Olivier Le Guay La Croix, 17 septembre 2014  LIRE
- Interview TV5 Monde LIRE
- « Un concentré de culture et d’innovation », Laure Kaltenbach et Olivier Le Guay, Influencia, Septembre 2014 LIRE
- « À quoi ressembleront les musées en 2050 ? » Laure Kaltenbach et Olivier Le Guay, La Tribune, 1er août 2014. LIRE
- « Que valent vos données personnelles, Watchdogs vous le révèle ! » Laure Kaltenbach et Olivier Le Guay, Huffington Post, 10 juin 2014. LIRE
- « Pour une Académie Européenne de la culture ! », Par Julia Kristeva, Olivier Le Guay et Laure Kaltenbach, lemonde.fr, 21 mai 2014, LIRE
- « Le vote du 25 mai sera culturel ou ne sera pas » Par Hervé Rony, Laure Kaltenbach et Olivier Le Guay, HuffingtonPost, 21 mai 2014 LIRE
- « Ces données culturelles qui valent de l'or » Influencia, Avril/Juin 2014 LIRE
- « L'Europe, si c'était à refaire, je commencerai par la Culture », Tank n°8, Mars/Avril 2014 LIRE
- « C'est aux créateurs et artistes d'imaginer l'Europe de la culture », HuffingtonPost, 3 avril 2014 LIRE
- « La bataille de la prescription passe par la plate-forme numérique » Influencia, Jan/Mar 2014 LIRE
- « Et si la culture était au cœur des élections municipales et européennes », HuffingtonPost 22 janvier 2014, LIRE
- « Pourquoi faut-il un cadre "universel" aux droits de l'internaute et du créateur ? », Le Huffington Post, 12 décembre 2013 LIRE
- « Pour l'intimité numérique Des droits universels pour protéger notre identité 2.0», Le Monde, 22 novembre 2013 LIRE
- « Comment la culture doit aborder le virage numérique », Les Echos, 22 novembre 2013 LIRE
- « Faire de la créativité une cause nationale », Les Echos, 21 novembre 2013 LIRE
- « les pouvoirs de la culture selon… », Huffington Post, 15 novembre 2013 LIRE
- « Netflix en France: les solutions pour préparer le terrain» Le Huffington Post, 11 novembre 2013 LIRE
- « La culture, levier de sortie de crise », La Tribune, 11 octobre 2013 LIRE
- « Un atout clé de la marque France : l'exception culturelle », Tank no 6, automne 2013 LIRE
- « Le numérique doperait les industries créatives », Le Huffington Post, 03 mai 2013 LIRE
- « Qui a peur de l'exception culturelle ? », La Croix, 15 avril 2013 LIRE
- « The Power of Culture », The Times, April 20th 2013, LIRE
- « Numérique : l'Appel des 32 », Le Journal du Dimanche, 24 février 2013 LIRE
- « La culture, moteur de l'Europe », Le Figaro, 21 janvier 2013 LIRE
- « La culture nous sortira de la crise ! », Le Monde, 3 décembre 2012 LIRE

« Culture, la révolution numérique », Jean-Claude Raspiengeas. La Croix, 21 novembre 2013.
« Enquête : Le big data au service de la culture ? », Amaury de Rochegonde. Stratégies, 21 novembre 2013.
« La culture au pouvoir », Christophe Rioux. Le Quotidien de l’Art, 12 avril 2013.